# سان لورنتزو نووو
سان لورنتزو نووو (به ایتالیایی: San Lorenzo Nuovo) یک کومونه در ایتالیا است که در استان ویتربو واقع شده‌است. سان لورنتزو نووو ۲۷٫۹۹ کیلومتر مربع مساحت و ۲٬۱۰۹ نفر جمعیت دارد و ۵۰۳ متر بالاتر از سطح دریا واقع شده‌است.